# Distretto di Non Sa-at
Il distretto di Non Sa-at (in thailandese: โนนสะอาด) è un distretto (amphoe) della Thailandia, situato nella provincia di Udon Thani.